# NBL 2000/01
Die NBL 2000/01 war die 23. Austragung der australasischen National Basketball League. Die mit elf Teams aus Australien ausgetragene Meisterschaft begann am 20. Oktober 2000 und endete am 29. April 2001. Im Finale konnte sich die Wollongong Hawks in der Best-of-three-Serie gegen die Townsville Crocodiles in drei Spielen durchsetzen und damit ihren ersten Meistertitel erringen.

## Modus
Jedes Team trägt in der regulären Saison 14 Heim- und Auswärtsspiele aus. Die in der Endtabelle auf den ersten sechs Plätzen stehenden Teams qualifizieren sich für das Viertelfinale der NBL Finals, die im Play-off-Modus ausgetragen werden. Dabei tritt das bestplatzierte Team gegen den Sechsten, das zweitbeste Team gegen den Fünften und der Dritte gegen den Vierten an. Die drei Gewinner der best of three-Serie und der bestgesetzte Verlierer ziehen ins Halbfinale ein. Dabei spielt das bestgesetzte Team gegen den Verlierer des Viertelfinals. Die Gewinner ziehen ins Finale ein. Im Halbfinale und im Finale gilt ebenfalls der best of three-Modus.

## Tabelle
Abschlusstabelle nach Ende der Hauptrunde
- Für das Play-off Halbfinale qualifiziert
- Für das Play-off Viertelfinale qualifiziert

| Pl.  | Team                   | Spiele | Siege | Niederlagen | Siegquote | Punkte+ | Punkte- | Punktedifferenz | Heimbilanz | Auswärtsbilanz |
| ---- | ---------------------- | ------ | ----- | ----------- | --------- | ------- | ------- | --------------- | ---------- | -------------- |
| 01.  | Victoria Titans        | 28     | 22    | 6           | 78,57 %   | 2962    | 2613    | +349            | 12:3       | 10:3           |
| 02.  | Townsville Crocodiles  | 28     | 22    | 6           | 78,57 %   | 3039    | 2783    | +256            | 12:2       | 10:4           |
| 03.  | Perth Wildcats         | 28     | 21    | 7           | 75,00 %   | 2968    | 2738    | +230            | 11:2       | 10:5           |
| 04.  | Wollongong Hawks       | 28     | 21    | 7           | 75,00 %   | 2962    | 2801    | −161            | 9:5        | 12:2           |
| 05.  | Sydney Kings           | 28     | 17    | 11          | 60,71 %   | 3008    | 2919    | +89             | 11:3       | 6:8            |
| 06.  | Adelaide 36ers         | 28     | 16    | 12          | 57,14 %   | 2874    | 2701    | +183            | 10:4       | 6:8            |
| 07.  | Melbourne Tigers       | 28     | 13    | 15          | 46,43 %   | 3052    | 3067    | −15             | 7:8        | 6:7            |
| 08.  | West Sydney Razorbacks | 28     | 9     | 19          | 32,14 %   | 2791    | 2942    | −151            | 4:10       | 5:9            |
| 09.  | Cairns Taipans         | 28     | 6     | 22          | 21,43 %   | 2604    | 2861    | −257            | 4:10       | 2:12           |
| 010. | Brisbane Bullets       | 28     | 4     | 24          | 14,29 %   | 2554    | 2870    | −316            | 4:9        | 0:15           |
| 011. | Canberra Cannons       | 28     | 3     | 25          | 10,71 %   | 2507    | 3026    | −519            | 3:11       | 0:14           |

## Play-offs

### Modus
Die auf den ersten sechs Plätzen der Abschlusstabelle der regulären Saison platzierten Mannschaften qualifizieren sich für die Play-offs. Dabei tritt das bestplatzierte Team gegen den Sechsten, das zweitbeste Team gegen den Fünften und der Dritte gegen den Vierten an. Die drei Gewinner der best of three-Serie und der bestgesetzte Verlierer ziehen ins Halbfinale ein. Dabei spielt das bestgesetzte Team gegen den Verlierer des Viertelfinals. Die Gewinner ziehen ins Finale ein. Im Halbfinale und im Finale gilt ebenfalls der best of three-Modus.

### Spiele
|  | Halbfinale | Halbfinale            | Halbfinale       | Halbfinale | Halbfinale |    |                  | Finale                | Finale | Finale | Finale | Finale |
|  |            |                       |                  |            |            |    |                  |                       |        |        |        |        |
|  | 2          | Townsville Crocodiles | 97               | 98         | 101        |    |                  |                       |        |        |        |        |
|  | 1          | Victoria Titans       | 106              | 82         | 97         |    |                  |                       |        |        |        |        |
|  | 1          | Victoria Titans       | 106              | 82         | 97         |    | 2                | Townsville Crocodiles | 101    | 114    | 94     |        |
|  |            |                       |                  |            |            |    | 2                | Townsville Crocodiles | 101    | 114    | 94     |        |
|  |            | 4                     | Wollongong Hawks | 104        | 97         | 97 |                  |                       |        |        |        |        |
|  | 4          | 4                     | Wollongong Hawks | 104        | 97         | 97 | Wollongong Hawks | 84                    | 100    | 109    |        |        |
|  | 4          |                       |                  |            |            |    |                  | 84                    | 100    | 109    |        |        |
|  | 6          | Adelaide 36ers        | 83               | 111        | 108        |    |                  |                       |        |        |        |        |

## Individuelle Auszeichnungen
- Most Valuable Player der regulären Saison (Andrew Gaze Trophy): Robert Rose (Townsville Crocodiles)
- Rookie of the Year: Axel Dench (Wollongong Hawks)
- Best Defensive Player (Damian Martin Trophy): Darnell Mee (Adelaide 36ers)
- Coach of the Year (Lindsay Gaze Trophy): Brendan Joyce (Wollongong Hawks)
- NBL Most Improved Player: James Harvey (Perth Wildcats)
- NBL Best Sixth Man: Chris Anstey (Victoria Titans)
- All-NBL First Team:
  - Ricky Grace[1] (Perth Wildcats)
  - Robert Rose (Townsville Crocodiles)
  - Jason Smith (Victoria Titans)
  - Darnell Mee (Adelaide 36ers)
  - Mark Bradtke (Melbourne Tigers)

- Grand Final Series MVP (Larry Sengstock Medal): Brett Maher (Adelaide 36ers)